# Paszki Małe
Paszki Małe [pronunciación en polaco: /ˈpaʂki ˈmawɛ/] es un pueblo en el distrito administrativo de Gmina Radzyń Podlaski, dentro del Distrito de Radzyń Podlaski, Voivodato de Lublin, en Polonia oriental. Se encuentra aproximadamente 7 kilómetros al sudoeste de Radzyń Podlaski y 54 kilómetros al norte del capital regional, Lublin.